# Adam Mackus
Adam Piotr Mackus, ps. „Prosty”, „Dżajran” (ur. 19 listopada?/2 grudnia 1902 w Tyflisie, zm. 24 listopada 1991 w Scunthorpe Humberside) – major broni pancernych Polskich Sił Zbrojnych, kawaler Orderu Virtuti Militari.

## Życiorys
Syn Jerzego oraz Marii Nawrockiej. Był absolwentem Oficerskiej Szkoły dla Podoficerów w Bydgoszczy. 27 lipca 1926 Prezydent RP mianował go podporucznikiem ze starszeństwem z 15 sierpnia 1926 i 61. lokatą w korpusie oficerów kawalerii, a minister spraw wojskowych wcielił do 7 pułku ułanów lubelskich w Mińsku Mazowieckim. W 1930 ukończył sześciomiesięczny kurs unitarny broni pancernych dla oficerów młodszych w Centrum Wyszkolenia Broni Pancernych w Modlinie (Szkoła Czołgów i Samochodów). W marcu 1931 został przeniesiony do 1 dywizjonu samochodów pancernych w Brześciu nad Bugiem. Z dniem 1 września tego roku został przeniesiony do 4 dywizjonu pancernego w tym samym garnizonie. W czerwcu 1934, w związku z kolejną reorganizacją, został przeniesiony do 4 batalionu czołgów i samochodów pancernych w Brześciu n. Bugiem. W grudniu tego roku ogłoszono jego przydział do wydzielonej kompanii czołgów TK w Wilnie. Na stopień kapitana został awansowany ze starszeństwem z dniem 19 marca 1938 i 14. lokatą w korpusie oficerów broni pancernych. W marcu 1939 pełnił służbę w 10 pułku strzelców konnych w Łańcucie na stanowisku oficera technicznego. Na tym stanowisku walczył w kampanii wrześniowej.
Następnie znalazł się w Anglii. Od 1942 brał udział w pracach szkoleniowych na kursach w Fort William, a następnie w Audley End w ośrodku szkoleniowym dla cichociemnych. W 1944 został szefem kursów taktyki dywersji. 22 listopada 1944 powierzono mu misję spotkania się w Polsce z gen. Leopoldem Okulickim – nowym dowódcą Armii Krajowej, w celu ustalenia zasad antysowieckiej konspiracji. Do spotkania doszło w Krakowie. W wyniku zdrady 23 sierpnia 1945 został schwytany w Krakowie przez funkcjonariuszy Urzędu Bezpieczeństwa. Dzięki akcji sterowanej z Londynu, po procesie, 10 stycznia 1946 wyszedł na wolność. Do końca życia mieszkał w Wielkiej Brytanii. Zmarł 24 listopada 1991 w Scunthorpe Humberside.

## Ordery i odznaczenia
- Krzyż Srebrny Orderu Wojskowego Virtuti Militari nr 13642[17]
- Krzyż Walecznych